# Castelo de Chenonceau
O Castelo de Chenonceau (em francês, "Château de Chenonceau"), também conhecido como Castelo das Sete Damas, é um palácio localizado na comuna de Chenonceaux, departamento de Indre-et-Loire, na região do rio Loire, a Sul de Chambord, na França.

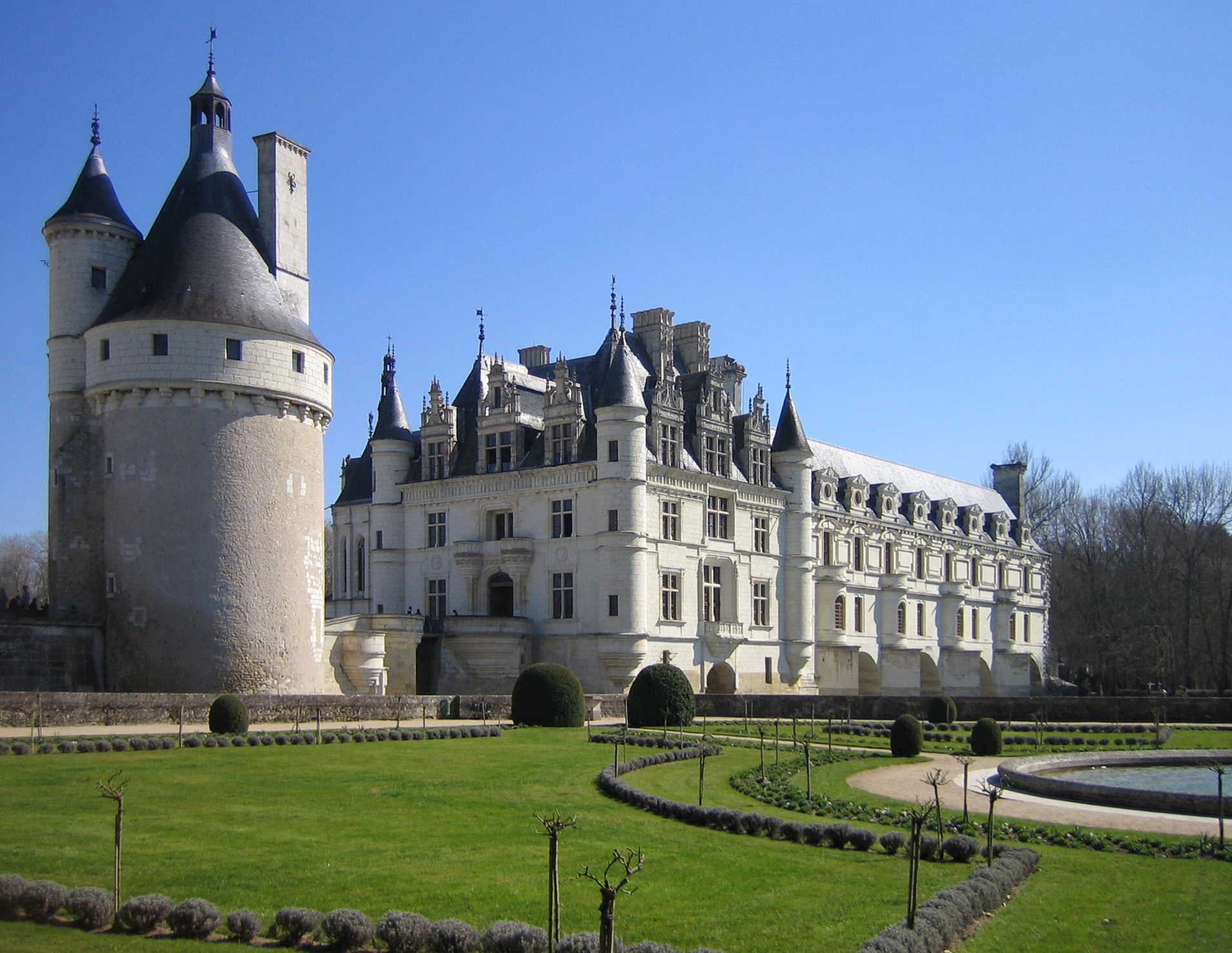
O Castelo de Chenonceau visto a partir dos jardins de Catarina de Médici.

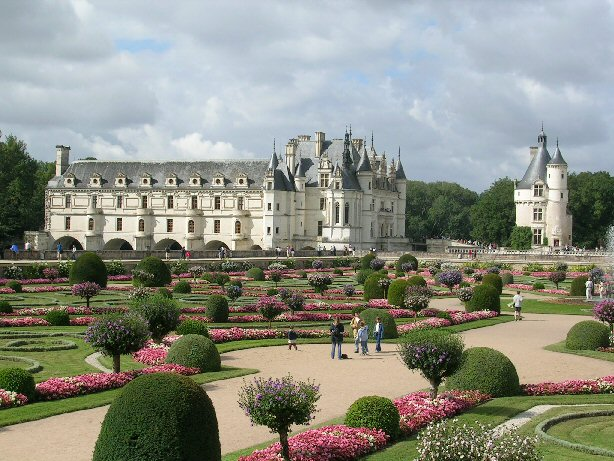
O Castelo de Chenonceau visto do jardim de Diane de Poitiers.

O primeiro castelo foi construído no local de um antigo moinho, em posição dominante sobre as águas do rio Cher, algum tempo antes da sua primeira menção num texto, no século XI. O atual palácio foi construído pelo arquitecto Philibert Delorme, e a sua história está associada a sete mulheres de personalidade forte, duas das quais rainhas de França.

## História

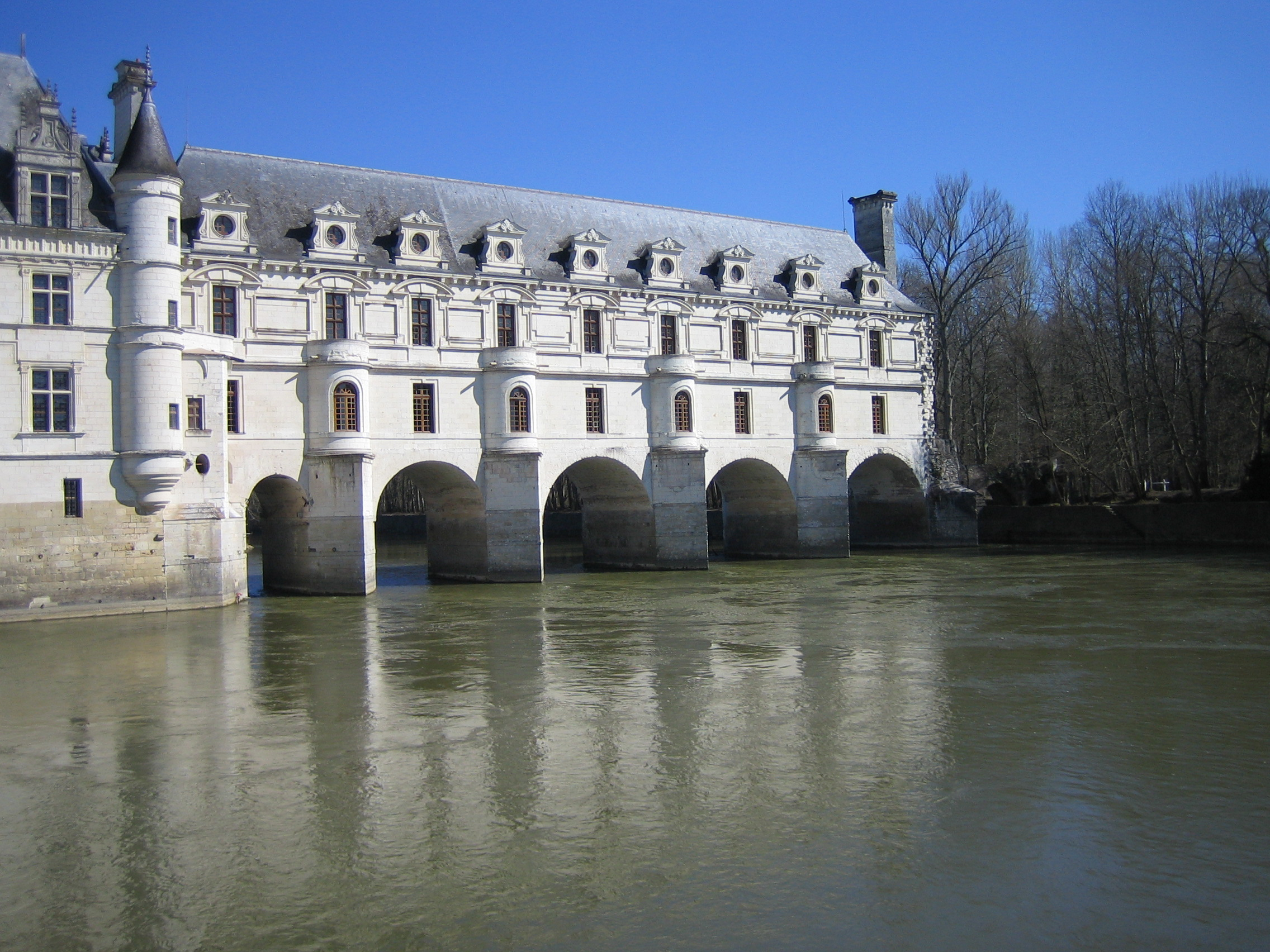
Castelo de Chenonceau: vista das arcadas da ponte de Diana de Poitiers.

A atual fortificação remonta a um pequeno castelo erguido no século XIII. O edifício original foi incendiado em 1411 para punir o seu proprietário Jean Marques por um ato de sublevação. Este reconstruiu o castelo e moinho fortificado no local, durante a década de 1430. Subsequentemente, o seu endividado herdeiro, Pierre Marques, vendeu o castelo a Thomas Bohier, camareiro do Rei Carlos VIII de França, em 1513. Bohier destruiu o castelo existente, conservando a torre de menagem, e construiu uma residência inteiramente nova entre 1515 e 1521; o trabalho foi por vezes supervisionado pela sua esposa, Catherine Briçonnet, a qual teve o prazer de hospedar a nobreza francesa, incluindo Francisco I de França em duas ocasiões.
Mais tarde, o filho de Bohier foi desapropriado, sendo o château entregue ao Rei Francisco I por débitos não pagos à Coroa. Depois da morte deste monarca, em 1547, Henrique II ofereceu o palácio como presente à sua amante, Diane de Poitiers, a qual se tornou ardentemente ligada ao château e às suas vistas em conjunto com o rio. Ela haveria de mandar construir a ponte arcada, juntando o palácio à margem oposta. Supervisionou, então, a plantação de extensos jardins de flores e de vegetais, juntamente com uma variedade de árvores de fruto. Dispostos ao longo do rio, mas protegidos das inundações por terraços de pedra, os refinados jardins foram estabelecidos em quatro triângulos.
Diane de Poitiers foi a inquestionável senhora do palácio, mas o título de propriedade manteve-se com a Coroa até 1555, quando anos de delicadas manobras legais finalmente a beneficiaram com a posse. No entanto, depois da morte de Henrique II, em 1559, a sua resoluta viúva e regente, Catarina de Médicis despojou Diane da propriedade. Uma vez que o palácio já não pertencia à Coroa, a rainha não podia desapropriá-la totalmente, mas forçou-a a trocar o  Castelo de Chenonceau pelo Château de Chaumont-sur-Loire. No entanto, tendo apreciado as benfeitorias, resolveu dar continuidade às obras. A Rainha Catarina fez então de Chenonceau a sua residência favorita.

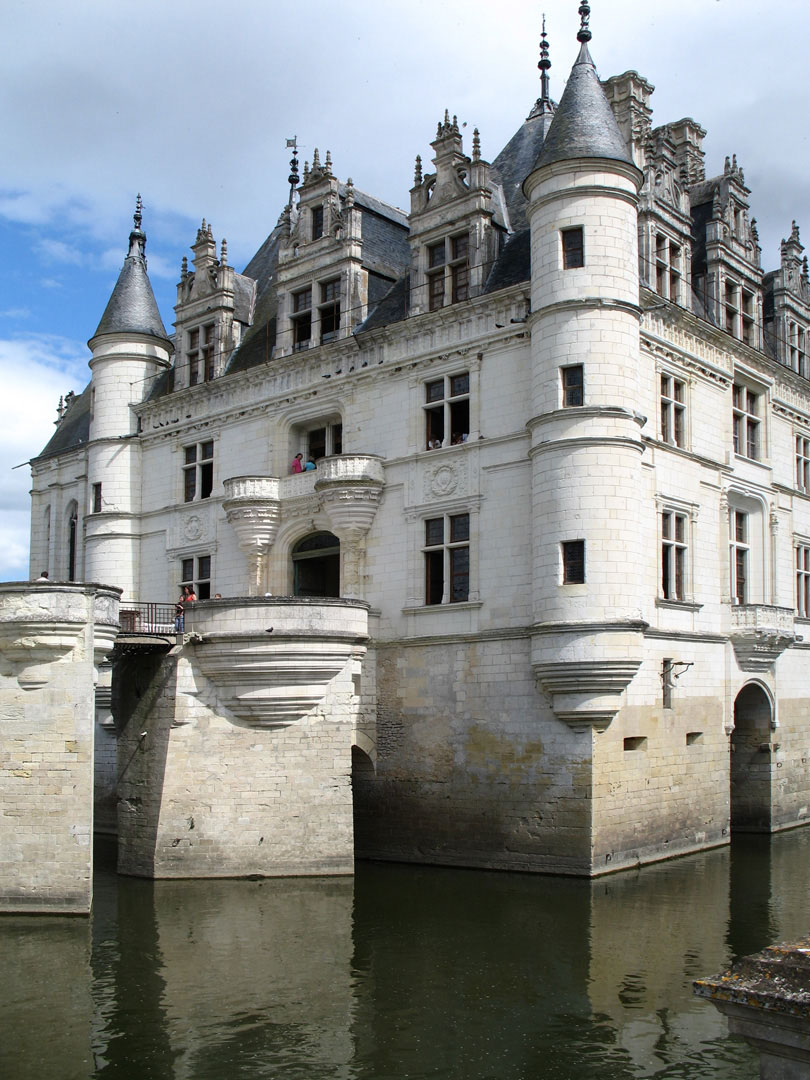
Castelo de Chenonceau: entrada.

Como regente da França, Catarina podia gastar uma fortuna no palácio e em espetaculares festas noturnas. Em 1560, as primeiras exibições de fogo de artifício alguma vez vistas em França tiveram lugar em Chenonceau, durante a celebração que marcou a ascensão do seu filho, Francisco II, ao trono.
Entre as marcas que imprimiu ao conjunto, determinou a construção, em 1577, de um novo aposento, exatamente por cima da ponte construída pela sua rival. Esse imenso salão sobre o rio, com dois andares e a extensão de sessenta metros de comprimento por seis de largura, ficou conhecido como a Grande Galeria e tornou-se a marca característica do palácio.
Catarina de Médicis aumentou os jardins e parques do palácio, tornando a propriedade num disputado local para as grandes festas que atraíam a sociedade da época. Quando a rainha Mary Stuart visitou a França, em 1560, Catarina homenageou-a em Chenonceau com uma recepção para mil pessoas, que durou vários dias. Destacaram-se as apresentações teatrais, a presença de pintores para registar o evento, de poetas e de muita música.

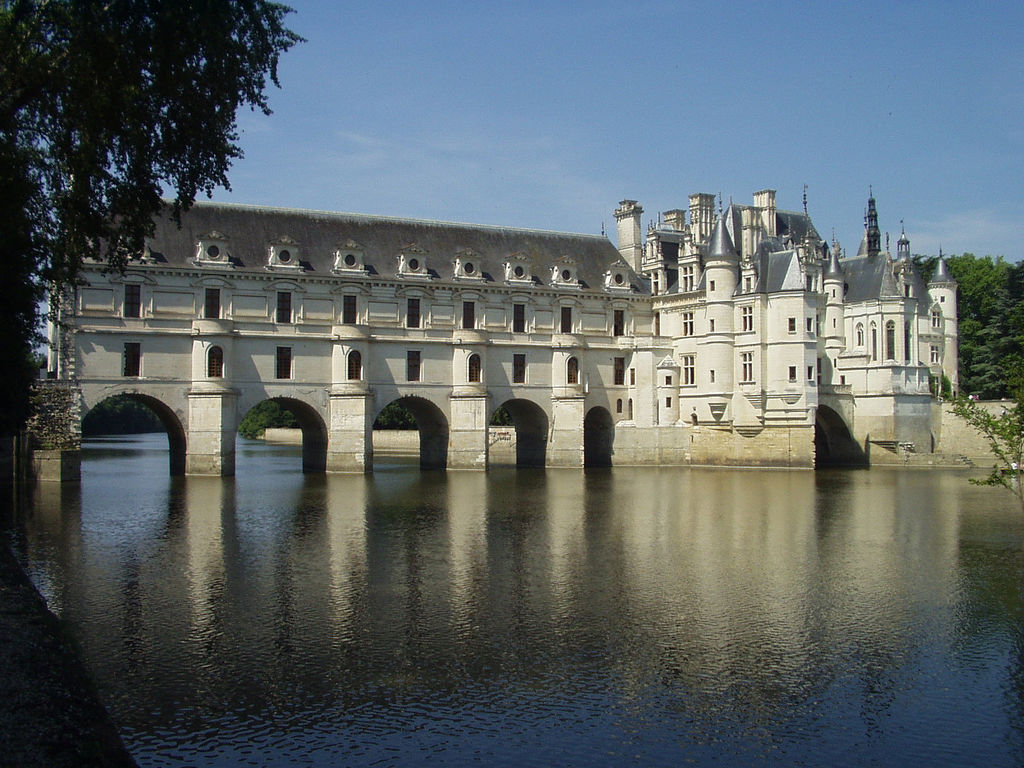
Vista geral do Castelo de Chenonceau.

Com a morte de Catarina, em 1589, o palácio passou para a sua nora, Louise de Lorraine-Vaudémont, esposa de Henrique III. Em Chenonceau, Louise recebeu a notícia do assassinato do seu marido e caiu num estado de depressão, passando o resto dos seus dias vagueando sem destino ao longo dos vastos corredores do palácio, vestida de roupas matutinas entre sombrias tapeçarias pretas, onde foram cosidos caveiras e ossos cruzados. Nesta fase, as grandiosas festas cessaram, passando o palácio a viver numa permanentemente atmosfera de luto.
Outra amante tomou posse em 1624, quando Gabrielle d'Estrées, a favorita de Henrique IV, habitou o palácio. Depois desta, foi possuído pelo herdeiro de Louise, César de Bourbon, Duque de Vendôme, e a sua esposa, Françoise de Lorraine, Duquesa de Vendôme, e passou tranquilamente pela linha hereditária dos Valois, alternadamente habitado e abandonado por mais de uma centena de anos.
O Castelo de Chenonceau foi comprado pelo Duque de Bourbon em 1720. Pouco a pouco, este vendeu todos os conteúdos do palácio. Muitas das refinadas estátuas acabaram no Château de Versailles. A própria propriedade foi, finalmente, vendida a um proprietário rural chamado Claude Dupin.

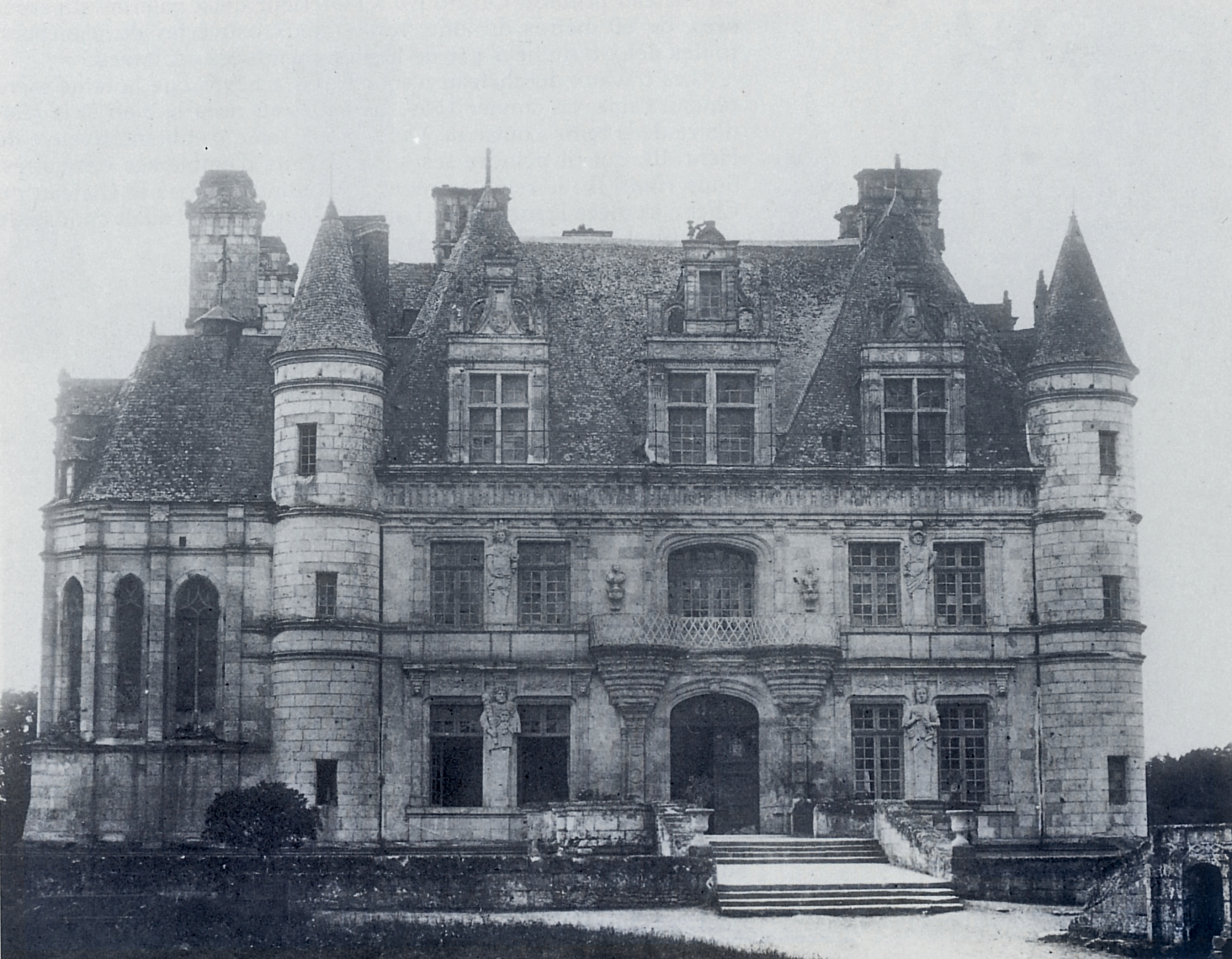
O Castelo de Chenonceau em 1851.

A esposa de Claude (filha do financeiro Samuel Bernard e avó de George Sand), Madame Louise Dupin, trouxe a vida de volta ao palácio ao receber os líderes do Iluminismo:  Voltaire, Montesquieu, Buffon, Bernard le Bovier de Fontenelle, Pierre de Marivaux, e Jean-Jacques Rousseau. Louise salvou o palácio da destruição durante a Revolução Francesa, preservando-o da destruição pela Guarda Revolucionária, uma vez que era essencial para as viagens e para o comércio por ser a única ponte que atravessava o rio numa área de várias milhas. Diz-se que terá sido Louise quem trocou a ortografia do palácio (de Chenonceaux para Chenonceau) para agradar ao aldeões durante a Revolução Francesa. Deixou cair o "x" do final do nome do palácio para diferenciar o que era um símbolo de realeza, da república. Foram encontradas fontes que, apesar de não oficiais, têm suportado esta lenda, tendo o palácio desde então sido referenciado e aceite como Chenonceau.
Em 1864, Daniel Wilson, um escocês que fizera fortuna instalando luz de gás por Paris, comprou o palácio para a sua filha. Na tradição de Catarina de Médici, ela gastaria uma fortuna em festas de tal forma elaboradas que as finanças foram delapidadas, sendo o palácio desapropriado e vendido a José-Emilio Terry, um milionário cubano, em 1891. Terry vendeu-o em 1896 a um membro da sua família, Francisco Terry. Em 1913, a família Menier, famosa pelos seus chocolates, comprou o palácio, mantendo a sua posse até hoje.
Durante a Primeira Guerra Mundial, a galeria foi usada como enfermaria hospitalar; durante a Segunda Guerra Mundial foi um meio de escape da zona ocupada pelos Nazis de um lado do Rio Cher, para a livre zona de Vichy na margem oposta.
Em 1951, a família Menier encarregou Bernard Voisin de restaurar o palácio, o qual devolveu à delapidada estrutura e jardins (destruídos por uma cheia do Rio Cher em 1940) um reflexo da sua antiga glória.
Sendo uma mistura entre o Gótico tardio e o Renascimento inicial, o Castelo de Chenonceau e os seus jardins estão abertos ao público. Sem contar com o Real Château de Versailles, Chenonceau é o mais visitado château em França.

## Arquitectura

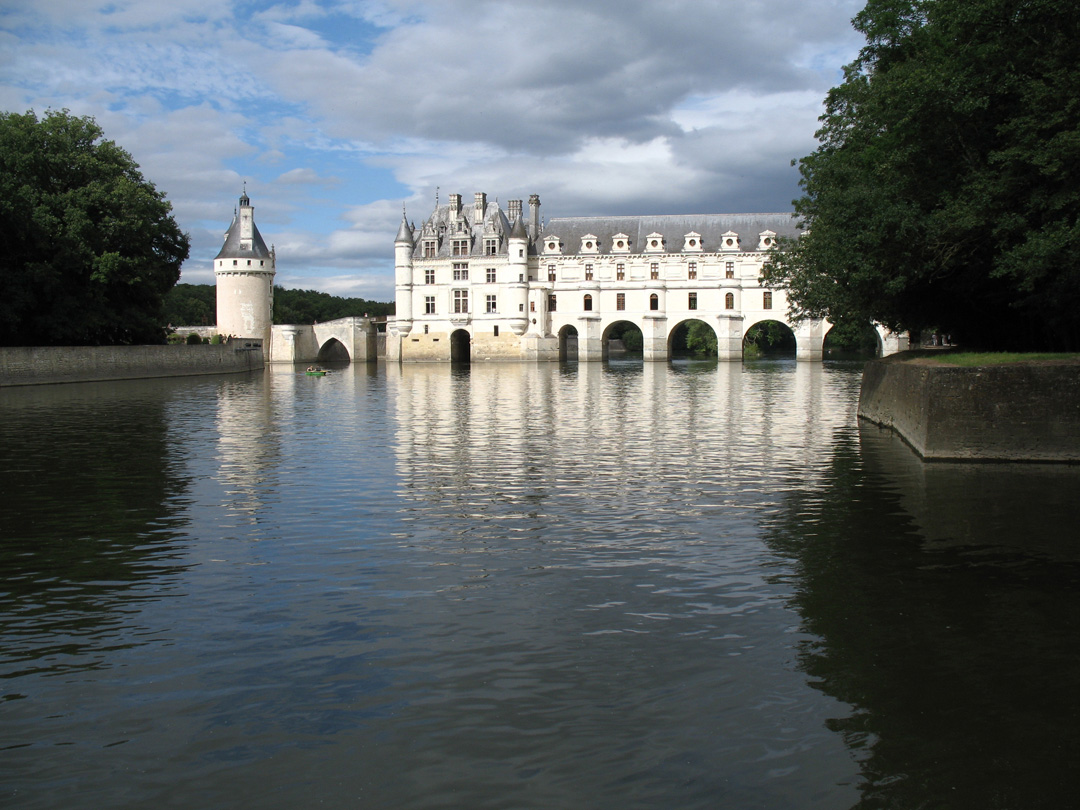
Vista geral do Castelo de Chenonceau sobre o rio Cher.

O Castelo de Chenonceau apresenta um corps de logis (corpo de casas) quadrado, com um vestíbulo central dando acesso a quatro salas de um lado e do outro. No rés-do-chão existe uma capela, o quarto de Diane de Poitiers e o gabinete verde de trabalho de Catarina de Médici. Ao fundo do vestíbulo acede-se à galeria sobre o Cher. A galeria do rés-do-chão tem um pavimento branco e preto, tendo acolhido o hospital militar já referido acima. O resto do rés-do-chão comporta o quarto de Francisco I e o salão Luís XIV.
As cozinhas estão instaladas nos fundos do palácio. Um cais de desembarque permite a descarga directa das mercadorias.
A escadaria, com duas asas direitas, está acessível por trás de uma porta que se situa a meio do vestíbulo. Esta permite aceder ao vestíbulo de Catherine Briçonnet, no primeiro andar. Neste andar existem de novo quatro salas, o quarto das cinco Rainhas, o quarto de Catarina de Médici (por cima do seu gabinete verde), o quarto de César de Vendôme, e o quarto de Gabrielle d'Estrées.
O quarto de Louise de Lorraine, no segundo andar, carrega o luto da esposa de Henrique III, onde se nota a cor negra dominante dos lambris, as pinturas macabras e as decorações religiosas evocando o luto.

### O pátio e a Torre Marques

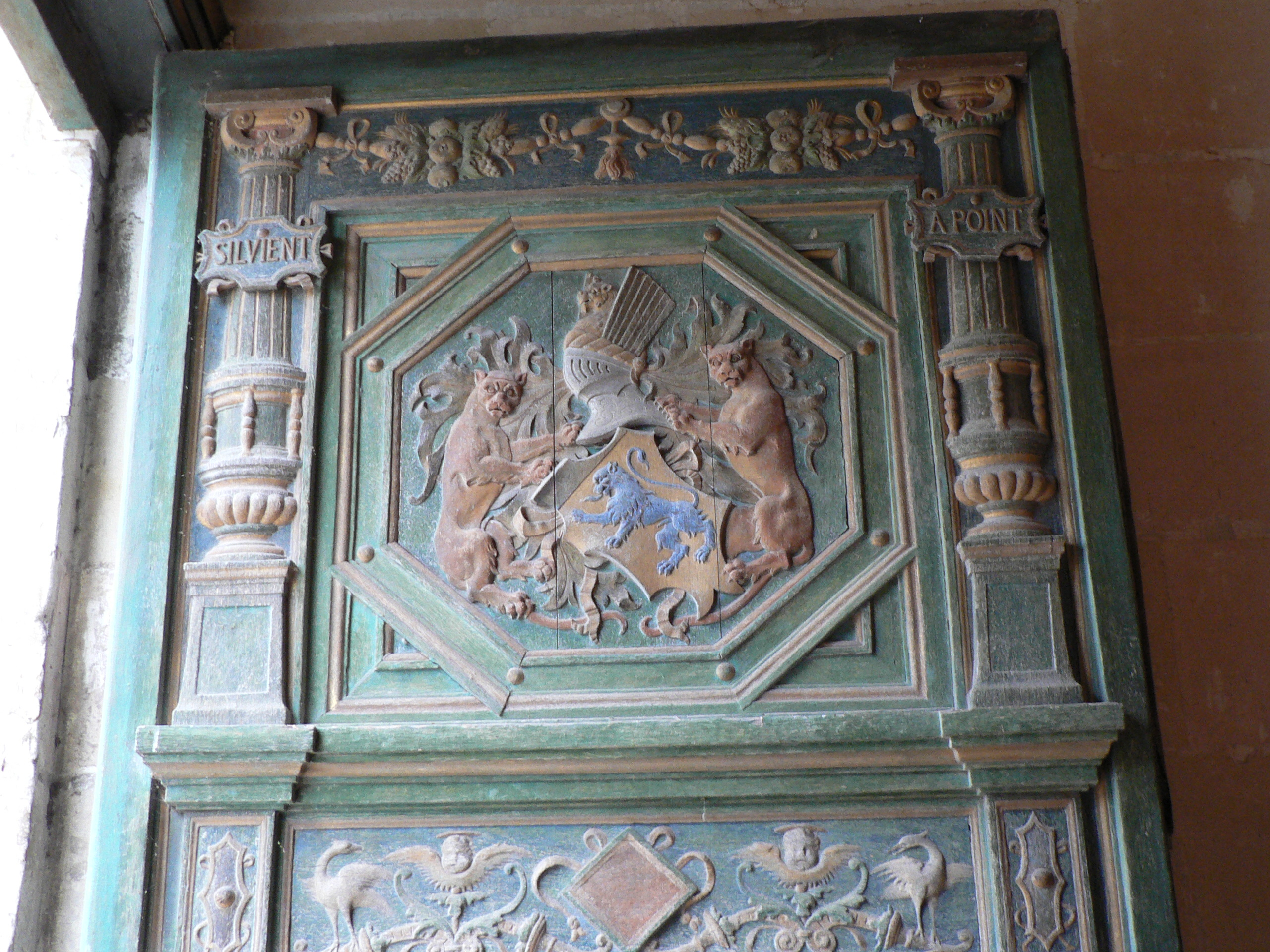
Pormenor da porta de entrada.

Ao reconstruir o Castelo de Chenonceau no século XVI, Thomas Bohier arrasou o castelo e o moinho fortificado da família Marques, erigindo o novo palácio sobre as fundações do velho moinho e conservando apenas a antiga torre de menagem: a Torre Marques, a qual ele transformou ao Estilo Renascença. O pátio reproduz o esquema do antigo castelo medieval demarcado por fossos. Próximo da torre, ainda existe uma parede decorada com uma quimera e uma águia - o símbolo da família Marques.
A entrada monumental, datada do período de Francisco I, é feita em madeira esculpida e pintada. Esta possui: do lado esquerdo, o brasão de Thomas Bohier, à direita do da sua esposa, Catherine Briçonnet - os construtores de Chenonceau - encimados pela salamandra de Francisco I e pela inscrição "Francisco, pela graça de Deus, Rei de França e Claude, Rainha dos Franceses".

### A sala da Guarda
Originalmente esta sala foi usada por homens armados, onde estes tiravam algum tempo para descansar os pés.
Armas de Thomas Bohier decoram a lareira do século XVI e, na porta de carvalho do mesmo século, por baixo das figuras dos seus santos patronos (Santa Catarina e São Tomás), pode ler-se o mote de Thomas Bohier e Catherine Briçonnet: "S'il vient à point, me souviendra", que significa: "Se conseguir construir Chenonceau, serei recordado".
Nas paredes, um conjunto de tapeçarias flamengas do século XVI representa cenas da vida do palácio, um pedido de casamento e uma caçada. A forma da sala é gótica e renascentista. Durante o século XVI continha peças de prata, louças e tapeçarias, com as quais a Corte se mudava de uma residência para outra.
O tecto, com traves expostas, possui um "H" e um "C" entrelaçados por Henrique II e Catarina de Médici. No entanto, para mostrar o seu amor por Diane de Poitiers, Henrique mandou criar o tecto de forma que parecesse um "D" e um "H". No chão encontra-se o resto da majólica quinhentista.

### A Capela
A partir da Sala dos Guardas, a Capela pode ser alcançada através de uma porta encimada com uma estátua da Virgem. As abas desta porta de carvalho representam Cristo e São Tomé, e repetem as palavras da dúvida de Tomé no Evangelho de João: «Chega aqui o teu dedo ....Senhor meu e Deus meu!» (João 20:27–28).
As janelas originais desta sala foram destruídas por um bombardeamento em 1944; os modernos vitrais foram feitos pelo mestre vidreiro Max Ingrand em 1954. Na loggia à direita encontra-se uma Virgem com o Menino feita em mármore de Carrara por Mino da Fiesole. Dominando a nave, encontra-se a galeria Real de onde as Rainhas assistiam à missa, a qual exibe a data 1521.
À direita do altar está uma credência finamente entalhada, a qual está decorada com o mote de Bohier.
Foram deixadas inscrições nas paredes da capela pelos guardas escoceses da Rainha Mary Stuart: à direita, "A fúria do homem não cumpre a justiça de Deus" (datada de 1543) e "Não te deixis possuir pelo Mal" (datado de 1546).
Nas paredes existem várias pinturas com motivos religiosos: A Virgem num véu azul por Il Sassoferrato, Jesus pregando frente a Fernando e Isabel por Alonso Cano, Santo António de Pádua por Murillo, e Assunção por Jouvenet.
A capela foi salva durante a Revolução Francesa por Madame Dupin, a qual teve a ideia de a tornar num armazém de madeira.

### Quarto de Diane de Poiters

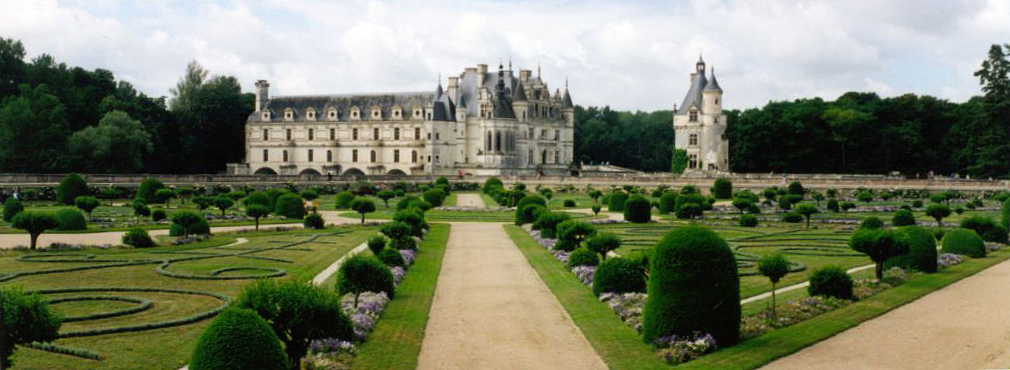
O jardim de Diane de Poitiers.

A sala usada por Diane de Poitiers, amante de Henrique II, tem uma lareira feita por Jean Goujon, um escultor francês da Escola de Fontainebleau. Esta peça ostenta as iniciais de Henrique II e Catarina de Médici: "H"s e "C"s entrelaçados que podem ser considerados como formando "D"s de "Diane". O tecto cofrado também contém estas iniciais.
A cama com postes nos cantos data do início do século XVII e a poltrona de Henrique II está coberta com couro cordovês. Por cima da lareira encontra-se um retrato oitocentista de Catarina de Médici pintado por Sauvage.
Duas tapeçarias quinhentistas da Flandres, de tamanho considerável, retratam:
- O triunfo da Força, montada numa carruagem puxada por dois leões, e rodeada por cenas do Velho Testamento. A sentença em latim que se estende ao longo do bordo superior pode ser traduzida como "Ele que ama as dádivas do céu com todo o seu coração, não recua das façanhas que a Piedade dita”.
- O triunfo da Caridade, vista numa carruagem, segurando um coração na sua mão e apontando para o Sol; esta está rodeada por episódios bíblicos. A inscrição em latim desta tapeçaria pode ser traduzida como: "Ele que mostra força de coração em face do perigo, recebe a Salvação como uma recompensa quando morre".
À esquerda da janela fica a Virgem com Menino por Murillo.
À esquerda da lareira, existe uma pintura oitocentista da escola italiana: Cristo espoliado das suas roupas, por Francisco Ribalta, mestre de José de Ribera. Por baixo desta pintura encontra-se uma estante que contém os arquivos de Chenonceau; um dos volumes, que pode ser visto numa vitrine, conserva as assinaturas de Thomas Bohier e Diane de Poitiers.

### Gabinete verde
Catarina de Médici, que se tornou regente do reino durante a menoridade de Carlos IX de França, governou o reino a partir do gabinete de Chenonceau. No tecto do século XVI, conservado no seu estado original, podem decifrar-se "C"s entrelaçados. Rodeando a porta encontram-se dois armários italianos do século XVI.
A excepcional tapeçaria quinhentista de Bruxelas conhecida como "Para a Aristolochia", tanto gótica como renascentista, é inspirada na descoberta Américas e das suas fauna e flora: contém faisões, ananases, orquídeas e romãs em prata do Peru, animais e vegetais que até então eram desconhecidos na Europa. A sua cor verde original tem-se tornado azul com o passar do tempo.
æ

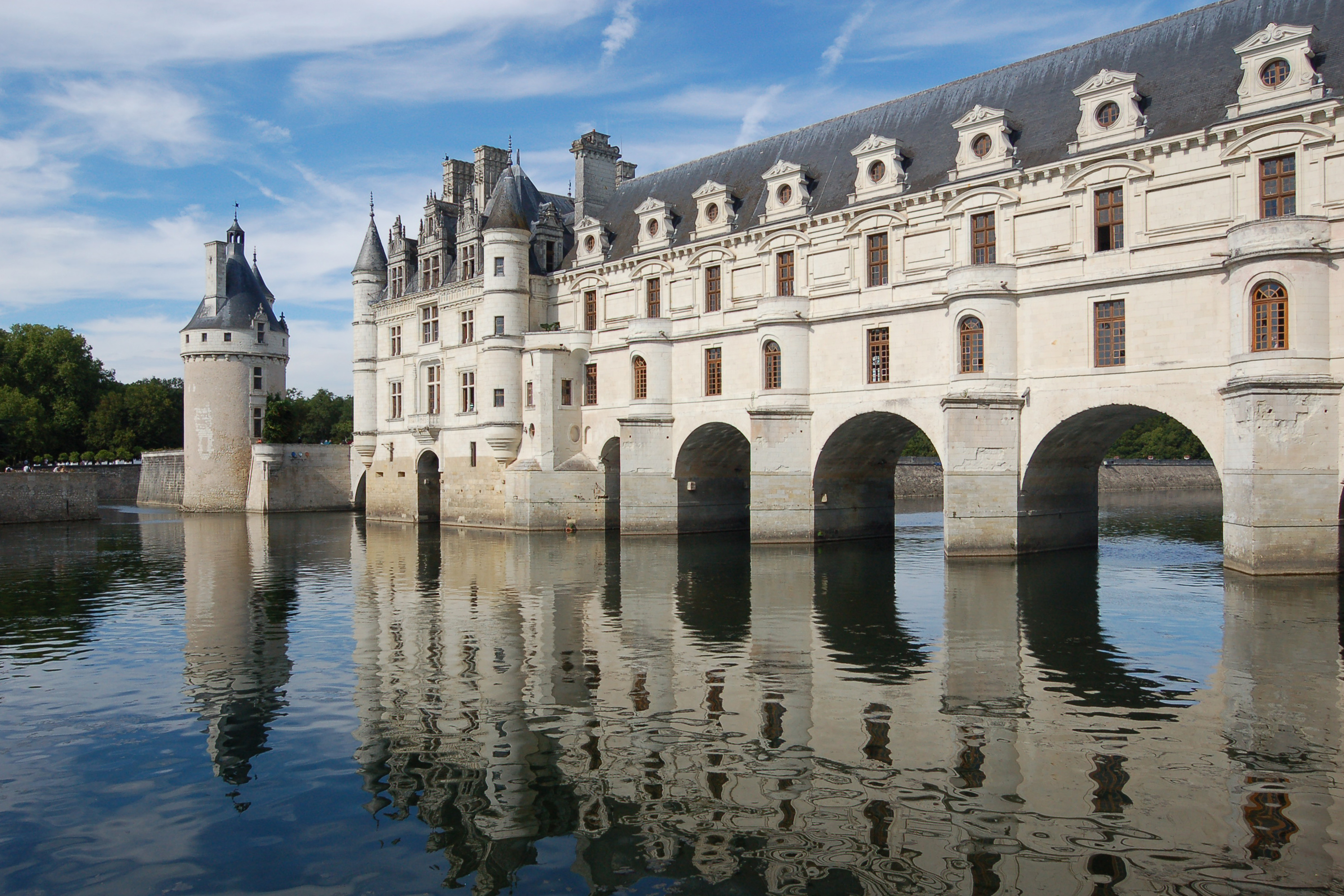
Vista exterior da Galeria do Castelo de Chenonceau.

Nas paredes encontra-se uma colecção de pinturas, das quais as mais importantes são:
- Tintoretto A Rainha de Sabá e Retrato de um Doge
- Jacob Jordaens Silene de Marfim
- Goltzius Hendrik Sansão e o Leão
- Jean Jouvenet Jesus expulsando os mercadores do Templo
- Bartholomeus Spranger Cena Alegórica (pintada em metal)
- Paolo Veronese Estudo da cabeça de uma mulher
- Nicolas Poussin A fuga para o Egipto
- Anthony van Dyck Criança com Frutos

### Biblioteca
A pequena sala, habitualmente usada por Catarina de Médici, possui uma vista magnífica sobre o Rio Cher e o Jardim de Diane.
O tecto cofrado de carvalho em estilo italiano data de 1525. Com os pequenos encaixes suspensos, é um dos primeiros deste tipo conhecidos na França. Possui as iniciais dos construtores do palácio: T.B.K. por Thomas Bohier e Katherine Briçonnet.
Por cima da porta fica a Sagrada Família, por Andrea Del Sarto, e de ambos os lados:
- Cenas da vida de São Benedito, por Jacopo Bassano
- Um Mártir, por Antonio da Correggio
- Heliodoro, por Jean Jouvenet

Dois medalhões, Hebe e Ganímedes, os copeiros dos Deuses, realçados próximo de Olímpia, são da escola francesa seiscentista.

### A Galeria

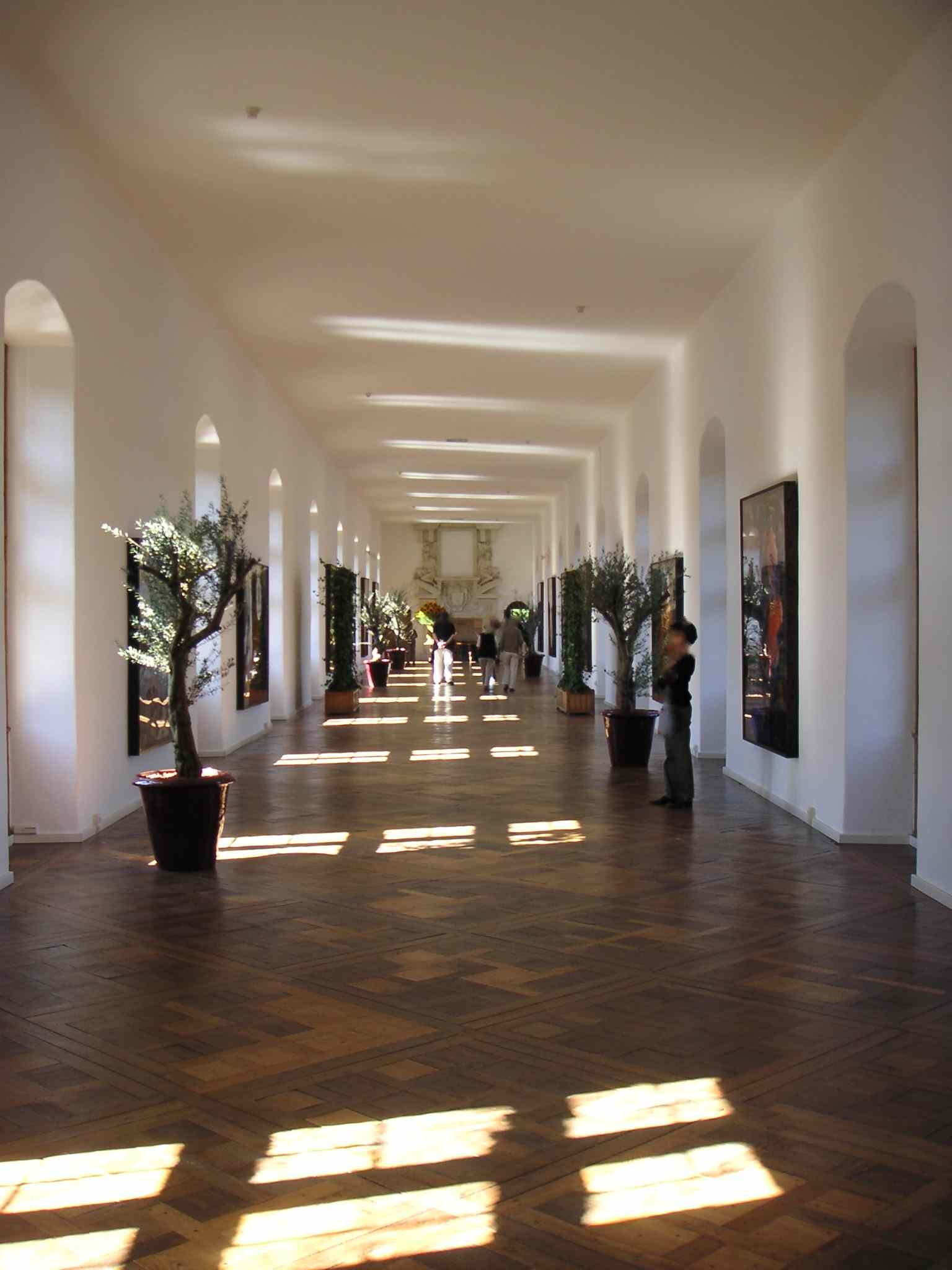
Interior da Galeria do Castelo de Chenonceau.

A partir do quarto de Diane de Poitiers, uma pequena passagem regressa à Galeria.
Em 1576, de acordo com os planos de Philibert de l'Orme, Catarina de Médici construiu um magnífico salão de baile numa galeria sobre a ponte de Diane de Poitiers. Esta possui sessenta metros de comprimento por seis de largura e é iluminada por dezoito janelas. O pavimento está coberto por ladrilhos de ardósia e o tecto tem as traves expostas.
Esta galeria foi inaugurada em 1577, durante as festividades oferecidas por Catarina de Médici em honra do seu filho Henrique III de França.
Cada extremo ostenta uma bela lareira renascentista, emboar uma delas, a que ladeia a porta sul (porta esta que conduz à margem esquerda do Cher) apenas decorativa.
Os medalhões nas paredes foram acrescentados no século XVIII e representam pessoas famosas.
Durante a Primeira Guerra Mundial, Monsieur Gaston Menier, proprietário de Chenonceau, instalou a expensas próprias um hospital, cujos diferentes serviços ocuparam todas as salas do palácio.
Durante a Segunda Guerra Mundial, muitas pessoas tomaram vantagem da localização privilegiada da Galeria, cuja porta sual garantia acesso à zona livre, enquanto que a entrada do palácio se encontrava na zona ocupada.

### O Vestíbulo
O vestíbulo está coberto por uma série de abóbadas em cruzaria cujas pedras angulares, destacadas umas das outras, formam uma linha quebrada. As abóbadas estão decoradas com folhagens, rosas, querubins, quimeras e cornucópias. Feito em 1515, é um dos mais belos exemplos de escultura decorativa do periodo renascentista francês.
À entrada, por cima das prtas, dois nichos acolhem as estátuas de São João Baptista, santo patrono de Chenonceau, ao estilo de Luca della Robbia. A italiana mesa de mármore dos caçadores é renascentista.
Por cima da porta de entrada, um vitral de Max Ingrand, datado de 1954, representa a lenda de Santo Humberto.

### Cozinhas

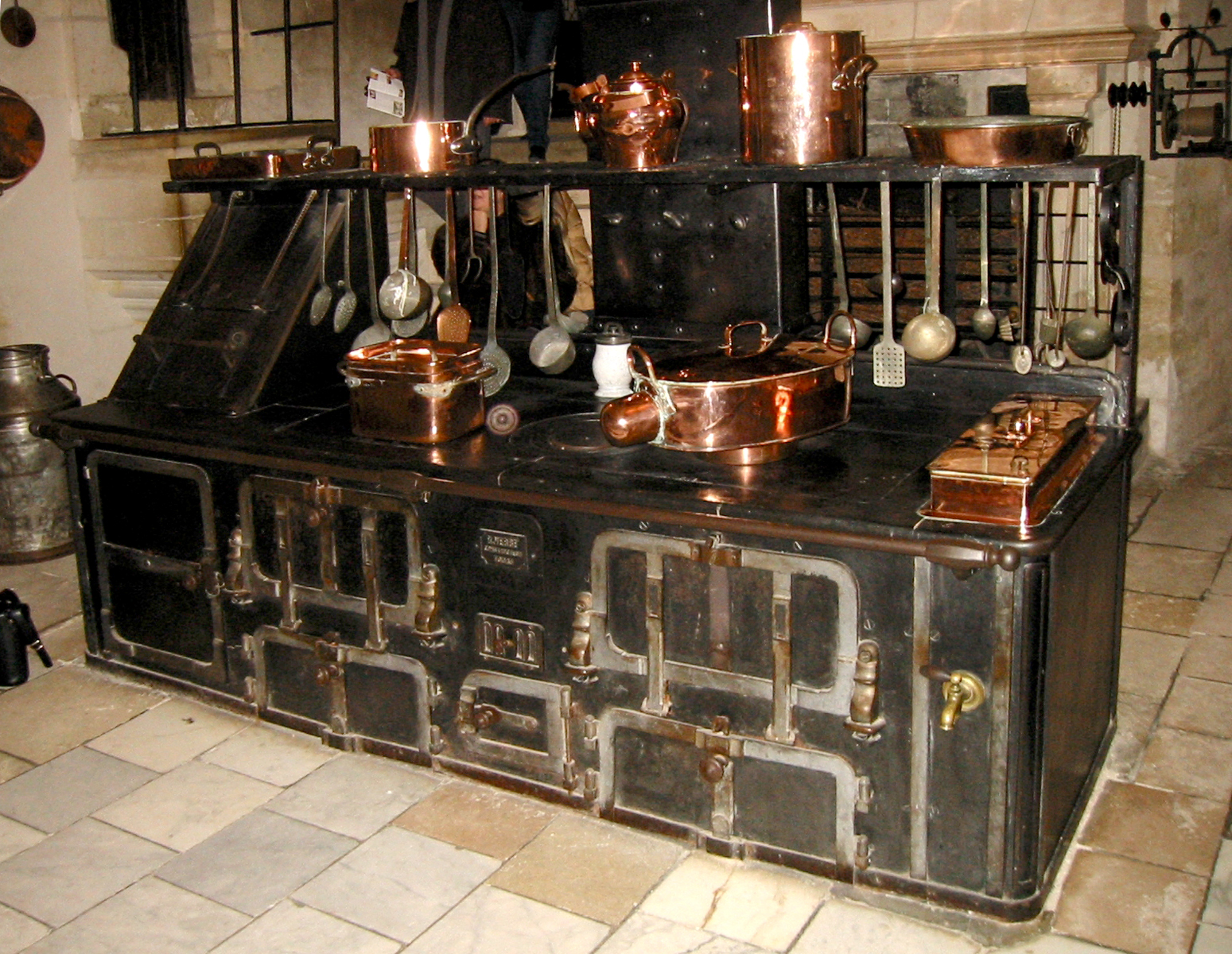
Fogão da cozinha do Castelo de Chenonceau.

As cozinhas de Chenonceau estão localizadas na gigantesca base que forma as duas primeiras fundações assentes no leito do rio Cher. Uma ponte atravessa de uma fundação para a outra, conduzindo à própria cozinha. Uma plataforma, ao longo da qual os barcos com mantimentos podiam atracar, é chamada, de acordo com a lenda, de banho de Diane.
A construção é uma sala baixa com duas abóbadas interceptadas. A sua chaminé quinhentista é a maior do palácio, ficando próxima do forno do pão.
A construção servia de:
- Sala de Jantar: reservada à criadagem do palácio.
- Talho: no qual ainda podem ver-se os ganchos para pendurar as peças de caça e os blocos para cortá-las.
- Despensa.

Durante a Primeira Guerra Mundial, as cozinhas renascentistas foram adaptadas com o mais moderno equipamento necessário para que o palácio se transformasse num hospital.

### Quarto de Francisco I

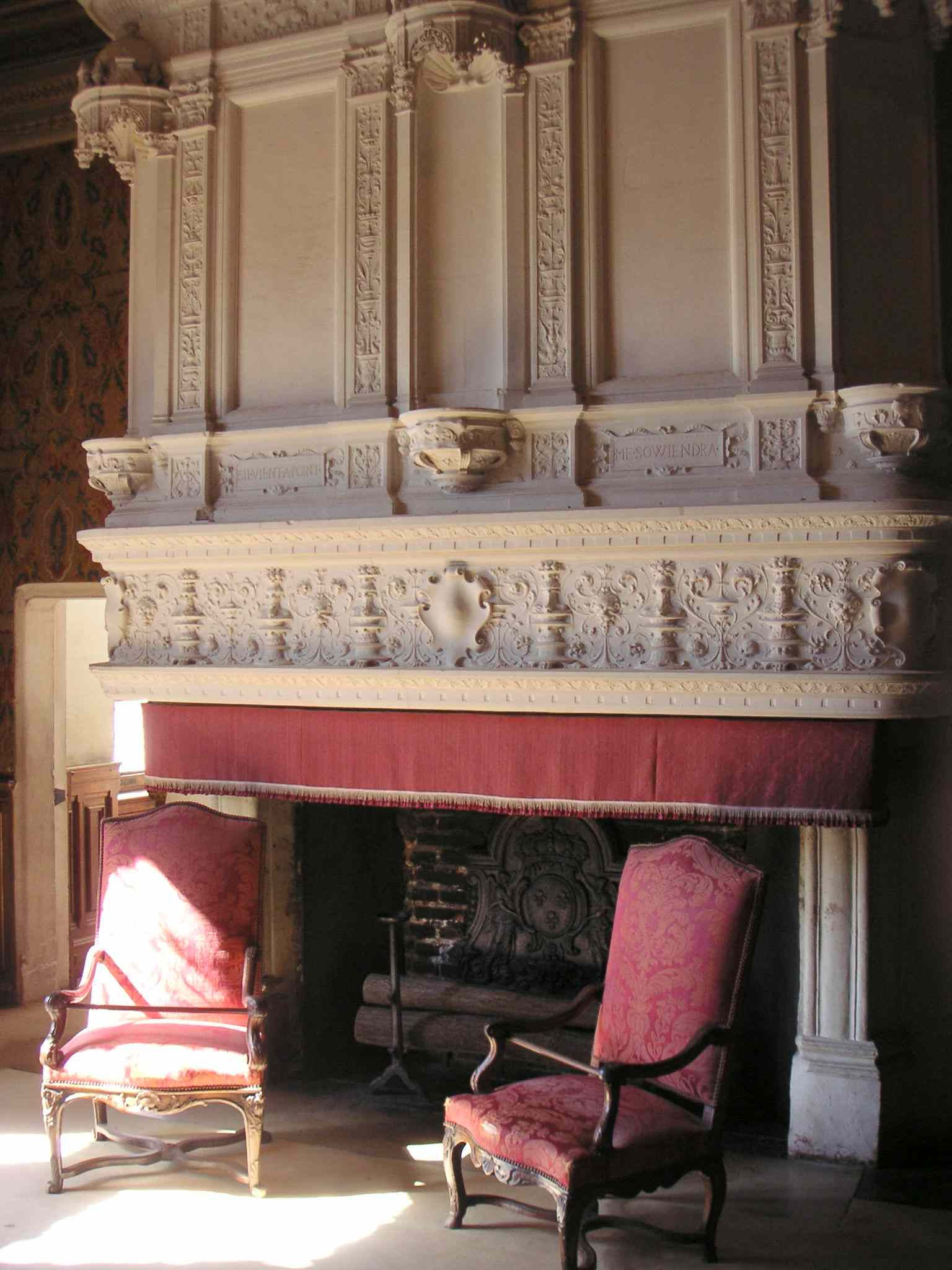
Quarto de Francisco I.

Esta sala tem uma bela lareira renascentista, a qual possui o mote de Thomas Bohier na consola: "S'il vient à point, me souviendra" - (Se conseguir construir Chenonceau, serei recordado). Por cima da porta ecoa o brasão de Bohier.
O mobiliário consiste em três credências francesas do século XV e um armário italiano do século XVI, excepcional com a sua madrepérola e caneta-tinteiro entalhada com incrustações de marfim, um presente de casamento oferecido a Francisco II e Mary Stuart.
Na parede está suspenso um retrato de Diane de Poitiers como Diana a Caçadora, por Francesco Primaticcio, um pintor da Escola de Fontainebleau. O retrato foi pintado no Castelo de Chenonceau em 1556; a sua moldura ostentas as armas de Diane de Poitiers, Duquesa de Étampes.
Em ambos os lados estão pinturas de Mirevelt e Ravenstein, elém de um auto-retrato de Van Dyck. Próximo deste fica um grande retrato de Gabrielle d'Estrées como a Caçadora Diana, por Ambroise Dubois. Rodeando a janela está Archimedes, por Francisco de Zurbarán, e Dois Bispos da Escola Alemã do século XVII. À direita da lareira, As três graças, por Van Loo, representa as "Medemoiselles" de Nesle, três irmãs que foram, sucessivamente, favoritas do Rei Luís XV: Madame de Châteauroux, Vintimille, Mailly.

### Sala de estar Luís XIV
Em memória à visita que fez a Chenonceau no dia 14 de Julho de 1650, Luís XIV ofereceu, muito mais tarde, ao seu tio César de Bourbon, Duque de Vendôme, o seu retrato pintado por Hyacinthe Rigaud com uma extraordinária moldura de Lepautre, feita apenas de quatro gigantescas peças de madeira - assim como a mobília coberta por tabeçarias de Aubusson tapestries e uma consola em estilo Boulle.
Na lareira renascentista, a Salamandra e o Arminho invocam a memória de Francisco I e da Rainha Cláudia de França.
Rodeando o tecto com traves expostas, a cornija tem as iniciais da família Bohier (T.B.K.). Por cima da consola, "Jesus menino e São João Baptista", por Rubens, comprado em 1889 na venda da Colecção do Rei de Espanha, José Bonaparte, irmão de Napoleão.
A sala de estar também oferece uma bela série de pinturas francesas do século XVIII:
- Retrato do Rei Luís XV, por Van Loo
- Princesa de Rohan, por Nattier
- Retrato de Chamillard, Ministro de Luís XIV e Retrato de Homem, por Netscher
- Retrato de Filipe V, Rei de Espanha, por Ranc

Nesta sala encontra-se ainda um retrato de Samuel Bernard, banqueiro de Luís XIV, por Mignard.
Samuel Bernard, que era muito rico, foi também o pai de Madame Dupin, cuja graça e inteligência estão enfatizadas no retrato produzido por Nattier.  Madame Dupin, avó por casamento de George Sand, foi proprietária de Chenonceau no século XVIII. Uma amiga dos iluministas, foi anfitriã de Voltaire, Rousseau, Montesquieu, Diderot, d'Alembert, Fontenelle e Bernardin de Saint-Pierre.
A sua gentileza e generosidade salvaram Chenonceau da destruição durante a Revolução Francesa.

### A escadaria
A partir do vestíbulo, uma porta de madeira do século XVI dá acesso à escadaria. As suas camadas esculpidas representam a Velha Lei (sob a figura de uma dama vendada, com um livro e um bastão de peregrino) e a Nova Lei (com uma face descoberta e segurando uma palma e um cálice).
A escadaria, que conduz ao primeiro andar, é notável pelo facto de ser uma das primeiras escadarias rectas – ou balaústre em balaústre – construída na França com base no modelo italiano. Está coberta por uma abóbada inclinada, com nervuras interceptando em ângulo-recto. As juntas estão decoradas com pedras angulares. Os cofres da abóbada estão decorados com figuras humanas, frutos e flores (certos desenhos foram martelados durante a Revolução).
a escadaria, com duas balaustradas, é interceptada por um patamar formando uma loggia com uma balaustrada, da qual se pode descobrir uma vista sobre o Cher.
Um antigo medalhão muito bonito decora o início do segundo lanço; este representa o busto de uma mulher com o cabelo solto.

### Vestíbulo de Catherine Briconnet
O vestíbulo do primeiro andar é pavimentado com pequenos ladrilhos de argila cozida, estampados com a flor-de-lis atravessada por uma lança. O tecto possui traves expostas.
por cima das portas, medalhões de mármore, trazidos de Itália por Catarina de Médici, mostram os Imperadores Romanos: Galba, Cláudio, Germânico, Vitélio e Nero.
O conjunto de seis tapeçarias do século XVII representa cenas de caça, de acordo com esboços de Van Der Meulen.

### Quarto das cinco Rainhas

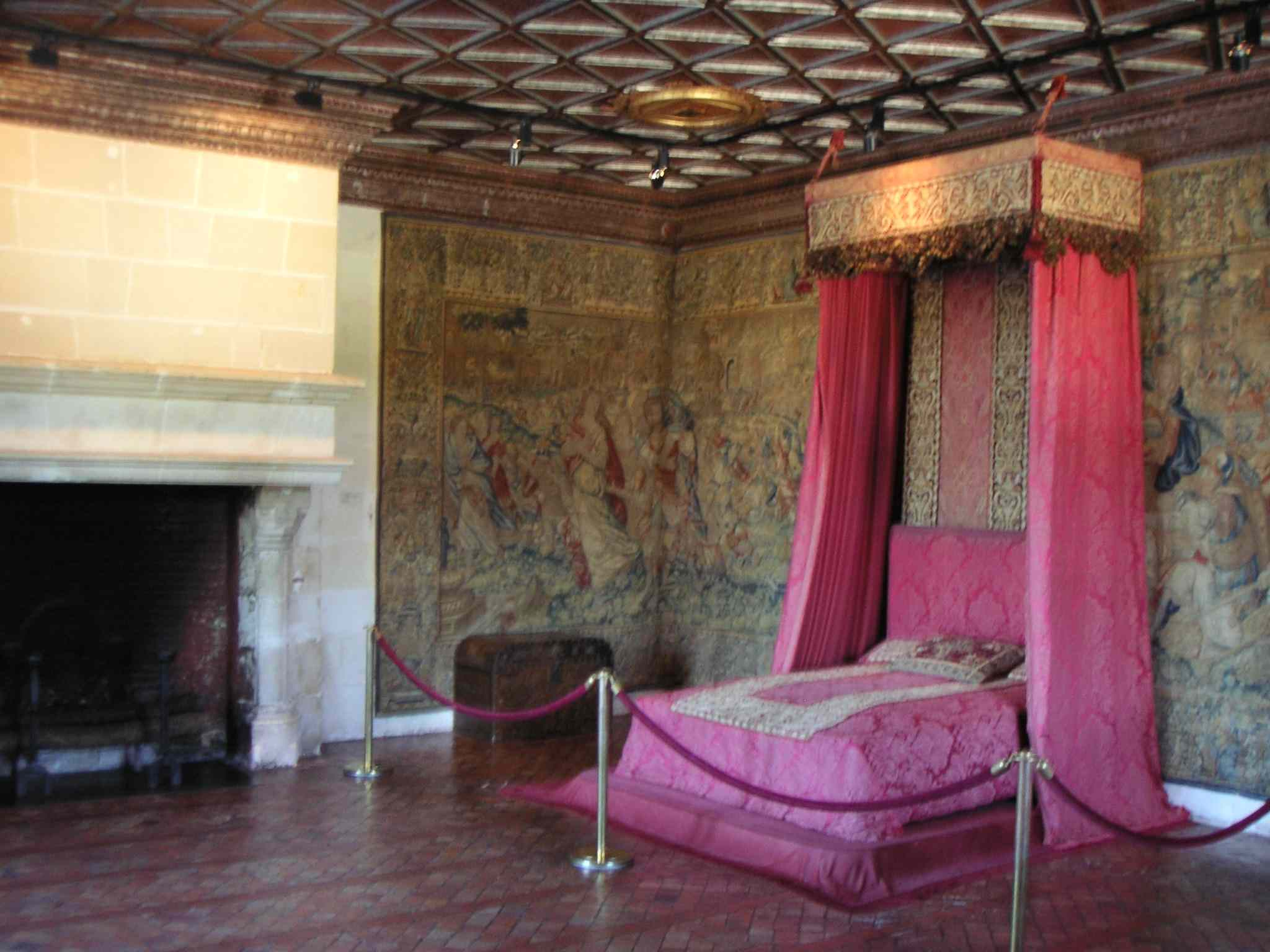
O Quarto das cinco Rainhas.

Esta sala recebeu o nome de Quarto das Cinco Rainhas em memória das duas filhas e três noras de Catarina de Médici. Foram elas Margarida de Valois, a Rainha Margot (esposa de Henrique IV), Isabel de Valois (esposa de Filipe II de Espanha), suas filhas, e Mary Stuart (esposa de Francisco II), Isabel da Áustria (esposa de Carlos IX), Louise de Lorraine (esposa de Henrique III), suas noras.
Os cofres do tecto do século XVI exibe os brasões das cinco Rainhas. A lareira é do periodo renascentista.
As paredes estão cobertas por um conjunto de tapeçarias flamengas representando: o cerco de Troia e o rapto de Helena, jogos romanos no Coliseu e a coroação do Rei David.[carece de fontes?]
Outra tapeçaria mostra um episódio da vida de Sansão.
A mobília é constituida por uma grande cama de dossel, duas credências góticas encimadas pelas cabeças de duas mulheres em madeira polícroma e uma arca de viagem guarnecida.
Nas paredes:
- Admirando o Homem Sábio, por Rubens, é um estudo para a pintura maior que actualmente se encontra no Museu do Prado;
- Retrato da Duquesa de Olonne, por Mignard;
- Apolo na casa de Admete o Argonauta, da Escola Italiana do século XVII.

### Quarto de Catarina de Médici
Este quarto possui belas mobílias esculpidas do século XVI e está decorado com uma série de tabeçarias flamengas, do mesmo século, retratando a vida de Sansão. Estas são notáveis pelas suas margens preenchidas com animais simbolisando provérbios e fábulas, como por exemplo a fábula de O Caranguejo e a Ostra ou A Perícia é maior que a Esperteza.
Os ladrilhos da chaminé são renascentistas.
À direita da cama encontra-se o O Ensino do Amor, pintado em madeira por Correggio, do qual a Galeria Nacional de Londres possui uma versão pintada em tela.

### Sala de exibição de estampas
Este pequeno aposento, decorado com um tecto e lareira datados do século XVIII, numa parte, e do século XVI, na outra, junta uma colecção de desenhos e gravuras de Chenonceau, dos quais o mais antigo remonta a 1560 e o mais recente ao século XIX.

### Quarto de César de Vendôme
Esta sala recorda César de Bourbon, Duque de Vendôme, filho do Rei Henrique IV e de Gabrielle d'Estrées, o qual se tornou proprietário de Chenonceau em 1624.
É digno de nota nesta sala:
- um belo tecto com traves expostas que suportam uma cornija decorada com cânones;
- uma lareira renascentista, pintada no século XIX, com o brasão de Thomas Bohier;
- a janela abrindo para oeste, rodeada por duas cariátides seiscentistas;
- As paredes suportam um conjunto de três tapeçarias de Bruxelas do século XVII, ilustrando o antigo mito de Deméter e Perséfone;

A viagem de Deméter e Perséfone ao Inferno dá os seus frutos à espécie Humana, Perséfone regressa para passar seis meses na Terra, um simbolo mitológico para a alternância das estações.
A bela guarnição, tipica de Bruxelas, representa as grinaldas de frutos e flores provenientes de cornucópias.
- a cama de dossel e o mobiliário siescentista;
- o Retrato de São José, pintura de Murillo situada à esquerda da janela.

### Quarto de Gabrielle d'Estrées
Este quarto evoca a memória de Gabrielle d'Estrées, favorita do Rei Henrique IV, e mãe do seu filho ilegítimo, César de Vendôme.
Entre os elementos deste quarto encontra-se o tecto com traves visíveis, o pavimento, a lareira e o mobiliário, todos eles renascentistas.
Próximo da cama de dossel encontra-se uma tapeçaria flamenga do século XVI.
Pendurado nas outras três paredes está um conjunto de tapeçarias muito raro , conhecido como Os meses de Lucas:
- Junho - Caranguejo.
- A tosquia do rebanho.
- Julho - Leão.
- Caça de falcoaria.
- Agosto - Virgem.
- Pagando aos ceifeiros.

Os seus esboços foram feitos por Lucas van Leyden (ou Lucas Van Nevele).
Por cima do armário, uma tela seiscentista da Escola de Florença representa Santa Cecília, santa patrono dos músicos.
Por cima da porta encontra-se Criança com o Carneiro, de Francisco Ribalta.

### Vestíbulo do segundo andar
Este vestíbulo manteve intacto o trabalho de restauro executado durante o século XIX pelo arquitecto Roguet, um dos discípulos de Viollet-le-Duc. É de notar a tapeçaria de Neuilly simbolizando o Cher, no qual está retratada uma gôndola veneziana; a gôndolo foi, efectivamente, trazida para Chenonceau no século XIX, com o seu gondoleiro, por Madame Pelouze, a proprietária dessa época. As duas credências, assim como as pedras do chão, são renascentistas.

### Quarto de Louise de Lorraine

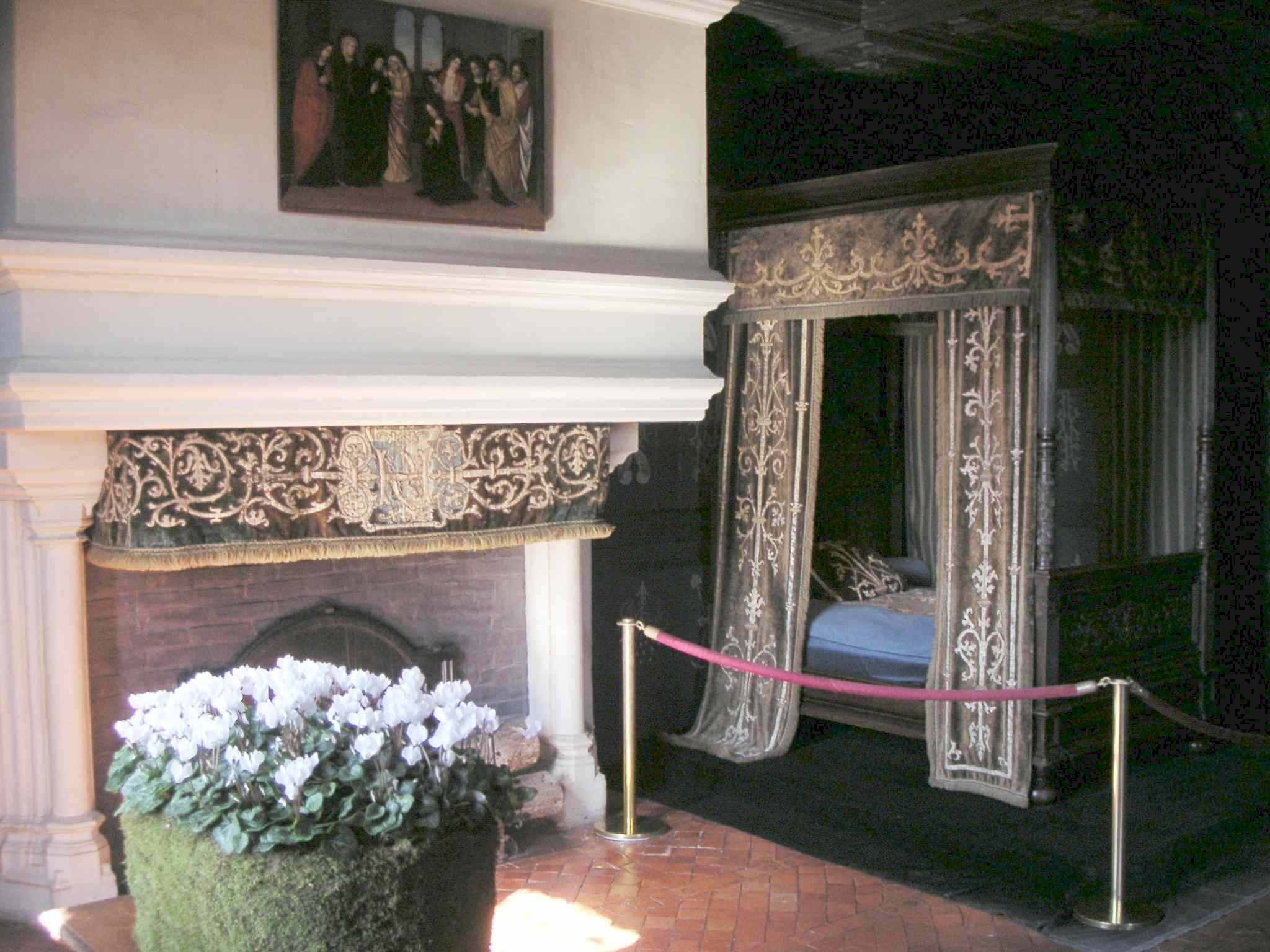
O Quarto de Louise de Lorraine.

Depois do assassinato do seu marido, o Rei Henrique III, pelo monge Jacques Clément, no dia 1 de Agosto de 1589, Louise of Lorraine retirou-se para Chenonceau em meditação e oração.
Rodeada por freiras que viviam no palácio como num convento, e sempre vestida de branco em concordância com a etiqueta de luto Real, era conhecida como "a Rainha Branca". O seu quarto tem sido reconstruído em volta do tecto original. Este está decorado com objectos relacionados com o luto: lágrimas de prata, cordões de viúva, coroas de espinhos e a letra grega - l - lambda, inicial de Louise, entrelaçada com o H de Henrique III.
A atmosfera devota e triste da sua sala é acentuada por um Cristo com uma coroa de espinhos e pela cena religiosa – uma pintura em madeira do século XVI – que decora a lareira. A mobilia provém do século XVI.

## Os jardins

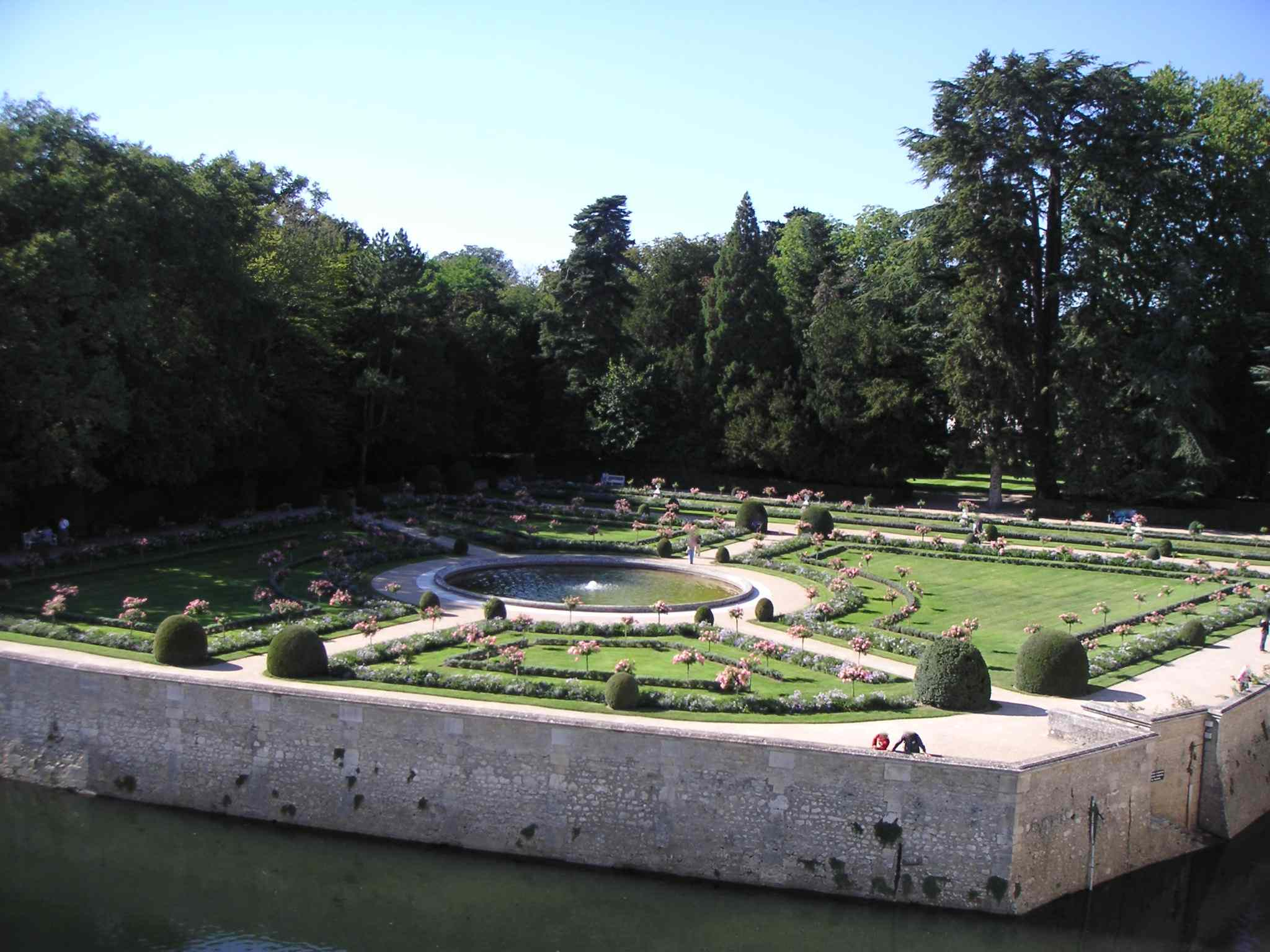
Os jardins de Catarina de Médici.

Contam-se dois jardins principais: o jardim de Diane de Poitiers e o jardim de Catarina de Médici, situados de um lado e do outro da Torre dos Marques, vestigio das fortificações que precederam a edificação do actual palácio.
À direita fica o jardim de Diane de Poitiers, a entrada do qual é vigiada pela casa de Steward: La Chancellerie (A Chancelaria ), construída no século XVI. No centro do jardim existe uma fonte descrita por Jacques Androuet du Cerceau no seu livro intirulado Les plus Excellents Bâtiments de France (Os mais Excelentes Edifícios em França - 1576). Este jardim é protegido das cheias do Cher por terraços elevados, dos quais se desfrutam belas vistas sobre as margens e sobre o  próprio palácio. De uma concepção surpreendente para a época, o jacto de água jorra de uma grande cara talhada em consequência, e cai num vómito dentro de um receptáculo pentagonal de pedra branca.
À direita fica o mais íntimo jardim de Catarina de Médici, com um tanque central, do qual se descobre a fachada oeste.
A troca das decorações florais dos jardins na Primavera e no Verão necessita de 130.000 plantas criadas na propriedade para serem plantadas.
Demarcando o Pátio de Honra, os edifícios abobadados, do século XVI, alojavam antigamente os Estábulos Reais e a quinta dos bichos-da-seda, introduzidos em França por Catarina de Médici. Também a quinta do século XVI e o parque de 70 hectares podem ser visitados.
Ao lado da Grande Avenida de árvores planas, enfrentando as cariátides, um labirinto com dois mil teixos tem sido plantado, invocando o espírito da época de Catarina de Médici, de acordo com um plano italiano datado de 1720.